# Ana Campanella
Ana Campanella (Montevideo, 1980) es una arquitecta y artista visual uruguaya que desde 2002 ha realizado numerosas exposiciones de arte contemporáneo.

## Biografía
Realizó la carrera de Arquitecto en la Facultad de Arquitectura (Udelar), en paralelo realizó sus estudios de arte en la Fundación de Arte Contemporáneo con Fernando López Lage.

## Exposiciones
- 2002 "Zonica" (instalación) Lab 02 en Colección Engelman-Ost.;
- 2003 "Superbella" (animación digital) en la 6ª Bienal de Video y Nuevos Medios, Santiago de Chile;
- 2004 "Estática" (animación) Instituto Goethe; “Embotellarte" Something Special;
- 2006 "Bordados" en Galería Marte-Up market;
- 2007 Galería Nómade y Marte-Up market, Comodoro Rivadavia Chubut; “Break” Ministerio de Educación y Cultura en colaboración con el artista Diego Focaccio;
- 2008 “Violencia, miedo y consumo” Galería Marte- Up market; “De la temporada” Colección Engelman Ost (muestra individual); 1ª Feria de Arte Contemporáneo de la Patagonia; “Sobre los Muros” Subte Municipal; “Borde Sur” Ministerio de Relaciones Exteriores, Muestra itinerante por Madrid, Barcelona, Berlín, París y Nueva York; Colección La Compañía del Oriente Subte Municipal;
- 2009 ArteBA Galería del Paseo, Buenos Aires, Argentina; Premio Paul Cezanne, Museo Nacional de Artes Visuales;. “Memoria de las Américas” Xª Bienal de Cuenca en colaboración con el artista Alex Burke; “Proyecto Matriz” Cabildo Municipal;
- 2010 “Naturaleza gris” Galería del Paseo; Red Dot, Art Fair New York, Bohemian Gallery;
- 2011 “Paisaje arraigado” Museo Figari; “El Cambio” Banco Mundial, Washington; Museo de Bellas Artes, Bienal de Salto; "Convivencias" junto a Diego Masi en Galería Soa.[1]

En 2013 participó en la V Bienal Internacional de Arte Visual Universitario de México.

## Premios y reconocimientos
Sus obras están presentes en las colecciones del Banco Mundial, la Colección Compañía de Oriente y colecciones privadas en Uruguay, Argentina, Chile y Estados Unidos.
Ha recibido menciones en bienales en Uruguay y en América Latina.